# Robert R. Gilruth
Robert Rowe Gilruth (Nashwauk, 8 ottobre 1913 – Charlottesville, 17 agosto 2000) è stato un ingegnere aeronautico statunitense, pioniere nell'ingegneria aerospaziale, primo direttore del Manned Spacecraft Center della NASA, successivamente rinominato Lyndon B. Johnson Space Center.
Ha lavorato per la National Advisory Committee for Aeronautics (NACA) dal 1937 al 1958 e poi per la NASA fino al suo pensionamento nel 1973. Ha preso parte alle prime ricerche sui voli supersonici e sugli aerorazzi, e poi nel programma spaziale statunitense con equipaggio umano, dirigendo 25 voli spaziali inclusi nei programmi Mercury, Gemini e Apollo.

## Biografia

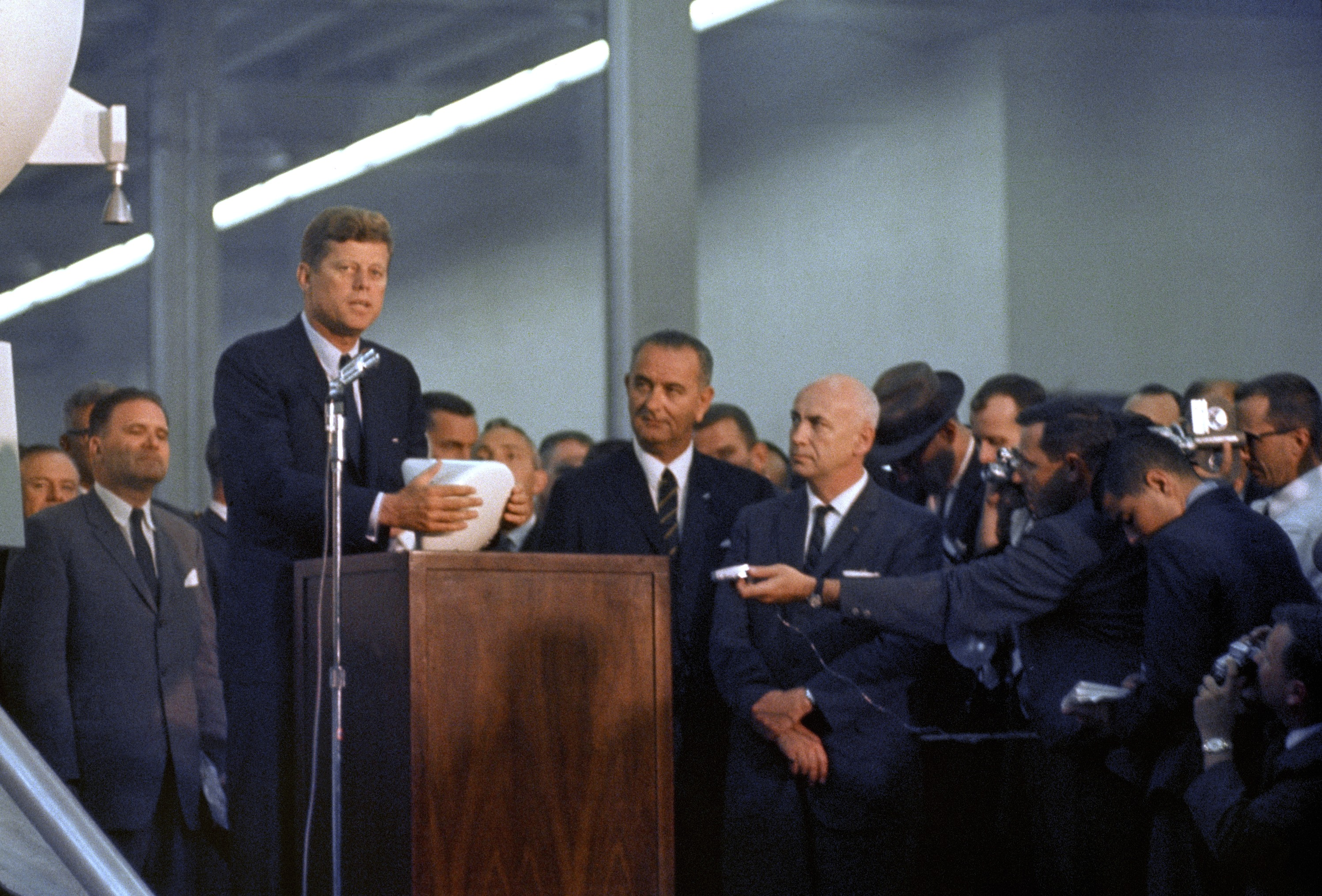
Novembre 1962: il presidente Kennedy tiene un discorso presso il Sito 3. Alla sua destra James E. Webb, amministratore della NASA, alla sua sinistra il vice-presidente Lyndon B. Johnson e Robert R. Gilruth.

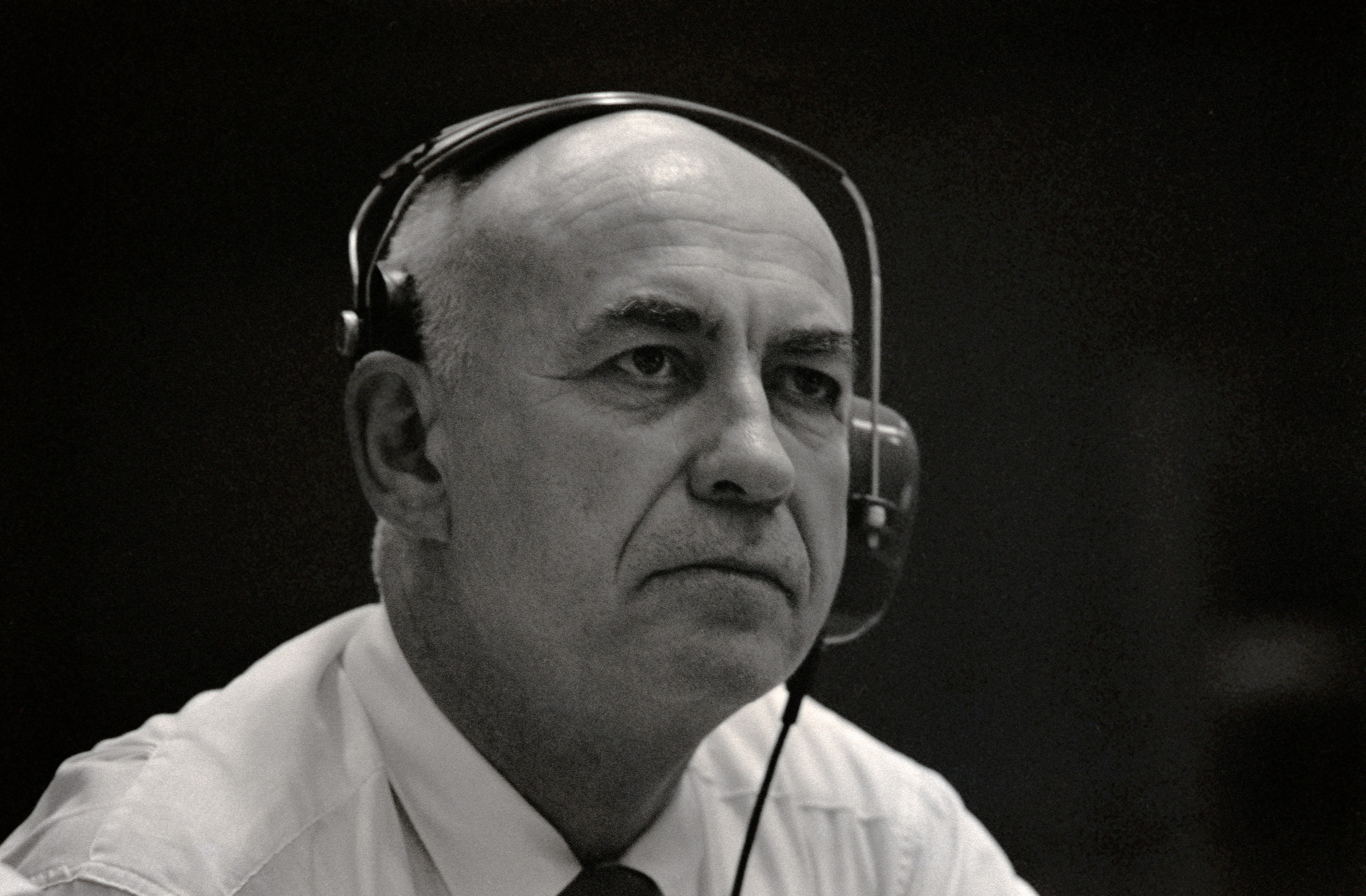
Luglio 1969: Robert R. Gilruth segue gli sviluppi della missione Apollo 11 dalla sua console del Mission Control Center di Houston.

### Gioventù
Robert Rowe Gilruth nacque a Nashwauk, nel Minnesota, l'8 ottobre 1913. La sua famiglia si trasferì a Duluth, sempre nel Minnesota, quando aveva nove anni. Nel 1931 conseguì il diploma presso la Duluth Central High School. Appassionato di aeronautica, costruiva modellini di aeroplani e venne ispirato nel seguire la carriera nell'ingegneria aerospaziale dopo aver letto sul The Saturday Evening Post un articolo riguardante il Langley Memorial Aeronautical Laboratory della NACA in Virginia. Gilruth conseguì la laurea bachelor in ingegneria aeronautica dall'Università del Minnesota nel 1935, e la master's degree nel 1936. 

### La carriera nella NACA
Nel gennaio 1937 Gilruth venne assunto al Langley Memorial Aeronautical Laboratory della NACA, dove conduceva ricerca sul volo. La sua attività portò alla stesura del NACA Report R755 dal titolo Requirements for Satisfactory Flying Qualities of an Airplane (requisiti per una soddisfacente qualità di volo di un aeroplano), pubblicato nel 1943. In questo report Gilruth definiva quali fossero le caratteristiche misurate significanti per la definizione di soddisfacenti qualità di volo, quali caratteristiche richiedere e quale influenza avessero elementi del progetto sulla qualità di volo. Inoltre, Gilruth, grazie anche a esperienze di misure effettuate su aeroplani di diversa dimensione, definì delle linee guida per la registrazione di dati durante il volo, che potessero essere successivamente correlate alle esperienze portate dai piloti.
Nel 1945 Gilruth venne messo a capo dello sviluppo di una stazione di ricerca di missili sull'isola di Wallops, dove lui e il suo gruppo utilizzavano il radar Doppler per misurare la velocità dei missili e calcolare la resistenza dei profili aerodinamici. La sua organizzazione divenne nota come PARD (Pilotless Aircraft Research Division). Nel 1952 venne promosso a vicedirettore del Langley Research Center, continuando a lavorare sullo sviluppo di missili balistici e sulla ricerca nell'aerodinamica ipersonica. Le sue attività passarono rapidamente dalla missilistica alle navette spaziali nel 1957 dopo che i sovietici lanciarono in orbita lo Sputnik 1 prima e lo Sputnik 2 un mese dopo con la cagnolina Laika a bordo. Proprio questo secondo lancio portò Gilruth a ritenersi convinto che i sovietici stessero programmando l'invio di esseri umani nello spazio.

### La carriera nella NASA
Nel 1958 la NACA venne chiusa e al suo posto venne istituita la NASA, dove Gilruth venne trasferito e messo a capo dello Space Task Group, composto inizialmente da 45 ingegneri, il cui obiettivo era quello di programmare e gestire il lancio di una navetta spaziale con esseri umani a bordo prima che lo facesse l'Unione Sovietica. Il gruppo venne subito coinvolto nel programma Mercury, che portò il primo astronauta statunitense, Alan Shepard, nello spazio con la missione Mercury-Redstone 3. Il 23 febbraio 1962, tre giorni dopo la conclusione della missione Mercury-Atlas 6 che aveva reso John Glenn il primo astronauta statunitense in orbita attorno alla Terra, Gilruth venne premiato dal presidente degli Stati Uniti John Fitzgerald Kennedy con la NASA Distinguished Service Medal per la direzione del programma Mercury e dei successi raggiunti.
Quando nel 1961 il presidente Kennedy annunciò che gli Stati Uniti avrebbero portato un proprio uomo sulla Luna entro il decennio, alla NASA venne deciso di costruire un nuovo centro per le ricerche spaziali e centro di controllo missione a Houston. E Gilruth venne nominato primo direttore del Manned Spacecraft Center (MSC), che venne istituito a Houston e dove si trasferì col suo gruppo il 1º marzo 1962, rimanendo in carica come direttore fino al gennaio 1972. Nei suoi dieci anni alla guida dell'MSC Gilruth diresse 25 voli spaziali con equipaggio umano, facenti parte dei programmi Mercury, Gemini e Apollo, inclusi la prima EVA con la missione Gemini 4 il 3 giugno 1965, il primo uomo sulla Luna con la missione Apollo 11 il 20 luglio 1969, e la drammatica missione Apollo 13 nel 1970. Nel 1969 venne nuovamente insignito della NASA Distinguished Service Medal.
Negli ultimi anni del suo incarico di direttore dell'MSC, Gilruth era interessato ad aprire collaborazioni coi sovietici e partecipò ad alcuni viaggi in Russia per preparare quella che sarebbe stato il programma test Apollo-Sojuz congiunto nel 1975. Nel 1972 lasciò la direzione del centro per trasferirsi a Washington per assumere il ruolo di responsabile dello sviluppo del personale sempre all'interno della NASA, per poi andare in pensione nel 1973. Subito dopo il pensionamento e per breve tempo continuò a lavorare per la NASA come consulente. Nel 1992 venne inserito nella International Air & Space Hall of Fame ospitata dal museo aerospaziale di San Diego. Nel 1994 venne inserito nella National Aviation Hall of Fame. Gilruth morì il 17 agosto 2000 all'età di 86 anni a Charlottesville, in Virginia.

## Onorificenze
- 1970: Medaglia ASME[11].
- 1994: National Aviation Hall of Fame[9].

## Robert R. Gilruth nel cinema
- La figura di Gilruth appare nel film Apollo 11 (1996), ricoperta da William Mesnik.
- Nella miniserie televisiva Dalla Terra alla Luna (1998) la sua figura è interpretata da John Carroll Lynch[12].
- Nel film Il diritto di contare (2016) il personaggio di Al Harrison, interpretato da Kevin Costner, è ampiamente basato su Gilruth[13].
- La figura di Gilruth appare nel film First Man - Il primo uomo (2018), ricoperta da Ciarán Hinds.